# 康新公路駅
座標: 北緯31度7分57.6秒 東経121度36分47.3秒 / 北緯31.132667度 東経121.613139度
康新公路駅（こうしんこうろえき）は中華人民共和国上海市浦東新区に位置する上海地下鉄11号線の駅である。

## 歴史
- 2015年12月19日 - 開業。

## 隣の駅
上海軌道交通
■11号線
迪士尼駅 - 康新公路駅 - 秀沿路駅